# (353) Ruperto-Carola
(353) Ruperto-Carola es un asteroide perteneciente al cinturón de asteroides descubierto el 16 de enero de 1893 por Maximilian Franz Wolf desde el observatorio de Heidelberg-Königstuhl, Alemania.
Está nombrado por el nombre en latín de la universidad de Heidelberg.